# Marathounda
Marathounda, auch Marathounta, (griechisch Μαραθούντα) ist eine Gemeinde im Bezirk Paphos in der Republik Zypern. Bei der Volkszählung im Jahr 2021 hatte sie 325 Einwohner.
Die Pfarrkirche des Dorfes heißt Agios Georgios. Der Ort verfügt auch über viele Kapellen wie Agios Mama, Agia Marina und Panagia Odigitrias. In Marathounda gab es in den 1850er bis 1860er Jahren eine Schule, die von Priestern mit Unterstützung der Metropole Paphos unterrichtet wurde.

## Name
Der Name Marathounda kommt von Marathos, was ein Gebiet bedeutet, in dem viel Fenchel wächst.

## Lage und Umgebung

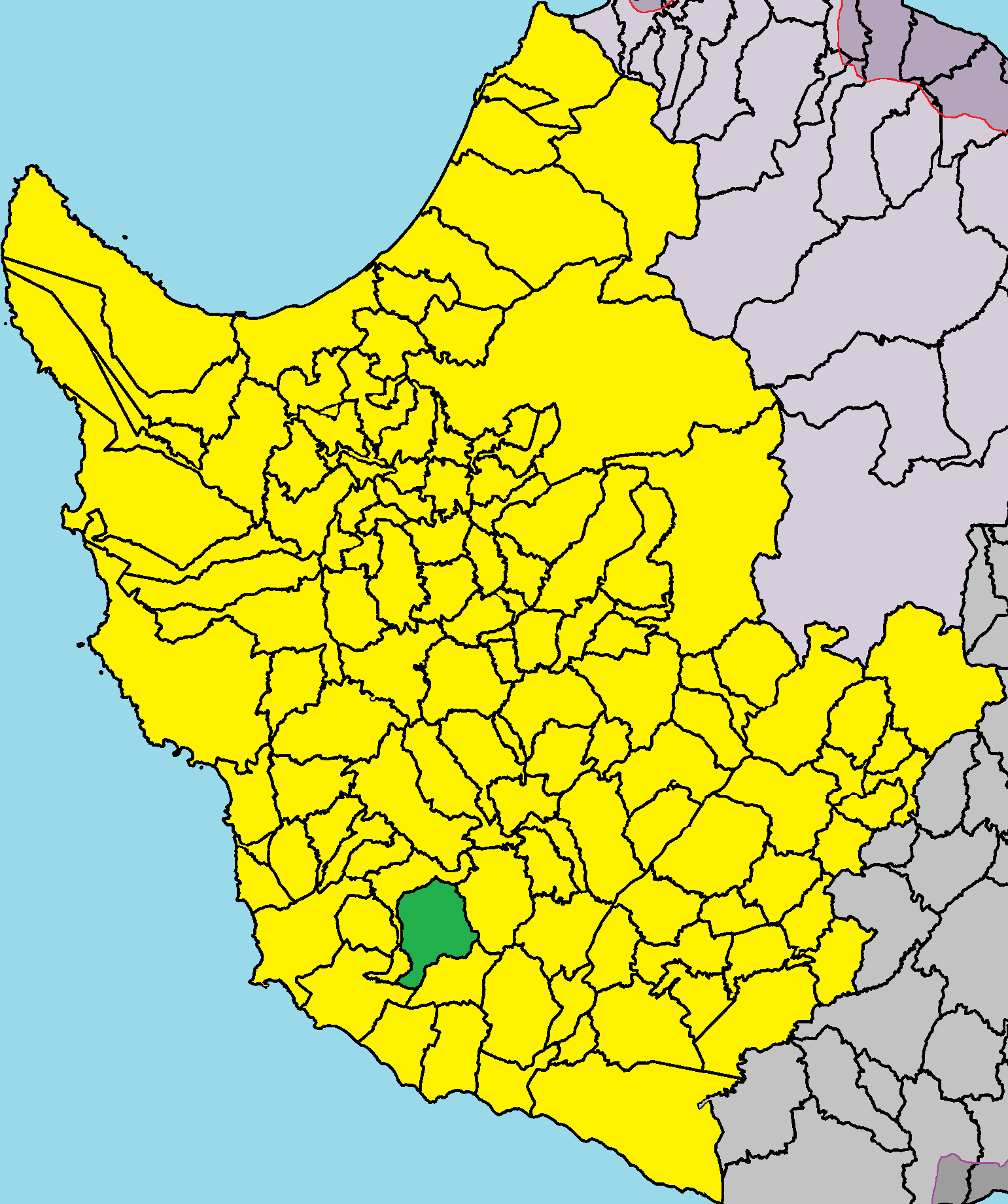
Lage im Bezirk Paphos

Marathounda liegt im Westen der Mittelmeerinsel Zypern auf einer Höhe von etwa 300 Metern, etwa 9 Kilometer östlich von Paphos, 70 Kilometer nordwestlich von Limassol und 154 Kilometer südwestlich von Nikosia. Das 13,0323 Quadratkilometer große Dorf grenzt im Westen an Konia und Agia Marinouda, im Westen und Norden an Armou, im Osten an Episkopi und im Süden an Geroskipou und Agia Varvara. Das Dorf kann über die Straße E710, einem Abzweig der A6, erreicht werden.

## Geschichte
In fränkischer Zeit war es königliches Gut.

### Bevölkerungsentwicklung
| Jahr      | 1881 | 1891 | 1901 | 1911 | 1921 | 1931 | 1946 | 1960 | 1976 | 1982 | 1992 | 2001 | 2011 | 2021 |
| Einwohner | 196  | 192  | 206  | 240  | 254  | 290  | 402  | 433  | 316  | 234  | 226  | 256  | 309  | 325  |